# Johannes Harder
Johannes Harder (* 28. Januar 1903 in Neuhoffnung-Alexandertal im Gouvernement Samara; † 7. März 1987 in Schlüchtern) war ein deutsch-russischer Schriftsteller, religiöser Sozialist, Sozialwissenschaftler und Hochschullehrer.

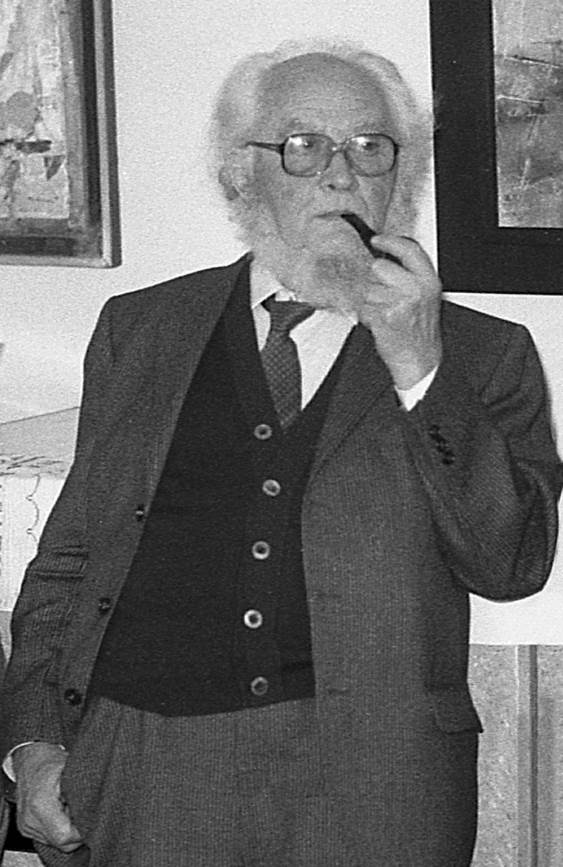
Johannes Harder, 1984

## Leben
Johannes Harder wurde als drittes von fünf Kindern an der Wolga im Süden des europäischen Teils Russlands geboren. Von seinen Geschwistern erreichte nur sein älterer Bruder Alexander Harder das Erwachsenenalter. Seine Eltern, Bernhard Harder und Katharina Harder, geborene Dyck, waren Wolgadeutsche und Russlandmennoniten. Die Großeltern waren 1878 als Mennoniten von der Weichsel in das Wolgagebiet ausgewandert. Während des Ersten Weltkrieges lebte die Familie in Orenburg in Verbannung (sog. Zivilgefangenschaft) und emigrierte 1918 nach Königsberg. Harder studierte dort Wirtschaft, Slavistik, Philosophie und Literaturwissenschaft.
Nach dem Studium schloss er sich den Bruderhöfern um Eberhard Arnold an und lebte ca. 1925–1928 auf den Bruderhöfen in der Rhön und in der Nähe von Gräfenhainichen. 1928 zog Harder zu seinen Eltern in die Villa Salzbergstraße 6b nach Wernigerode in den Harz, wo er einen kleinen Verlag gründete, der religiös-soziale und religionsphilosophische Literatur russischer Emigranten veröffentlichte. Später zog er mit dem Hans-Harder-Verlag als Redakteur und Lektor nach Hamburg, wo 1934 sein erster Roman In Wologdas weißen Wäldern unter dem Pseudonym Alexander Schwarz erschien.
1933 schloss er sich der Bekennenden Kirche an und betätigte sich dort von 1937 bis 1941 im Reisedienst. In dieser Zeit trat er vorübergehend aus der Mennonitengemeinde aus, da einige Gemeinden offen mit dem Nationalsozialismus sympathisierten.
1946 wurden im sowjetisch besetzten Teil Berlins seine sämtlichen Schriften verboten und alle vorhandenen Exemplare entfernt.
Im gleichen Jahr wurde er als Professor für Sozialwissenschaften an die Pädagogische Akademie Wuppertal berufen, wo er bis zu einer Emeritierung 1968 arbeitete. Anschließend wirkte Harder als Prediger bzw. Ältester in der Mennonitengemeinde in Frankfurt am Main. In den 1960ern unterstützte Harder aktiv die noch junge Friedensbewegung und nahm an den ersten Ostermärschen teil. Im Jahr seines Todes hielt er noch Vorlesungen über die Geschichte der Mennoniten an der Universität Frankfurt und theologische Vorträge in Basel.

## Leistungen
Eine Anekdote über den griechischen Philosophen Diogenes passt gut an den Beginn einer Beschreibung des Wirkens von Johannes Harder:
„Diogenes geht am hellichten Tag mit einer Laterne in der Hand über den Markt von Athen. Er leuchtet hier einem, dort einem ins Gesicht, schüttelt den Kopf, geht weiter, so lange, bis ihn einer frägt, was er am helllichten Tag mit seiner Laterne wolle. ‚Ich suche‘, sagt Diogenes, ‚einen Menschen‘.“

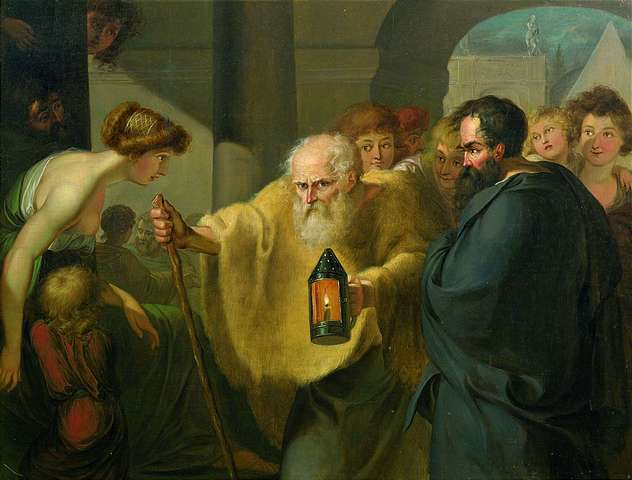
Diogenes sucht einen Menschen (Johann Heinrich Wilhelm Tischbein)

Diese Anekdote, auf die Harder selbst gern in Reden Bezug nahm, kann als Motto für sein Leben verstanden werden. Diogenes wird oft als der erste Mensch beschrieben, der sich als Weltbürger bezeichnete, statt Bürger einer Stadt oder eines Staates. Dies trifft auf den Kosmopolit Johannes Harder gleich in mehrfacher Hinsicht zu:
Er war nicht nur Weltbürger in diesem Sinn, sondern ebenso ein politisch Denkender, statt Mitglied in einer politischen Gruppierung oder Partei; ein religiöser Mensch, statt Mitglied in nur einer Glaubensgemeinschaft oder Kirche.
Diogenes inszenierte sein Leben als ein fortwährendes öffentliches Ärgernis. Auch dies scheute Harder nicht. Parteiräson oder Linientreue im Sinne einer Kirchenleitung waren für ihn keine akzeptablen Kategorien, die ihn an interkonfessionellen Kooperationen hätten hindern können; er war und verstand sich selbst als Kosmopolit. Gleich nach dem Krieg wurde er im Ostteil Berlins auf die Liste der Schriftsteller gesetzt, deren Werke endgültig zu entfernen sind. In der Bundesrepublik engagierte er sich gegen die Wiederbewaffnung und gehörte zu den ersten Ostermarschierern. Er nahm an zahlreichen Demonstrationen teil und beteiligte sich auch noch im hohen Alter z. B. an dem Sitzstreik vor dem Raketenlager in Mutlangen.
Seine Tätigkeit als Soziologieprofessor fand seinen Niederschlag u. a. in dem Wuppertaler Modell der Straffälligenpädagogik und Delinquenzprophylaxe. Harder hat ferner auch den Nachlass von Christoph Blumhardt bearbeitet und herausgegeben. Zu seinem Spätwerk gehören die Jung-Stilling-Studien.

## Werke

### Romane und Erzählungen
- In Wologdas weißen Wäldern. Altona/Elbe 1934 (unter dem Pseudonym: Alexander Schwarz).
- Das Dorf an der Wolga. Ein deutsches Leben in Rußland. Steinkopf, Stuttgart 1937.
- Wie Lukas Holl seine Heimat suchte. Eine wolgadeutsche Bubengeschichte. Berlin 1938.
- Die Hungerbrüder. Heilbronn 1938.
- Die vier Leiden des Adam Kling. Heimatdienstverlag [Buchh. d. Berliner ev. Missionsges.] 1942.
- Der deutsche Doktor von Moskau. Der Lebensroman des Dr. Friedrich Joseph Haas. Steinkopf, Stuttgart 1940.
- Klim – Ein russisches Bauernleben. Berlin 1940.
- Timm – Eine Weihnachtsgeschichte. Bielefeld 1947.
- Willusch sucht seinen Vater u. a. Erzählungen. Claudius Verlag, München 1956.
- Apostelgeschichte in Polen – Eine Erzählung. In: Auf dem Weg zu Dir (Hausbuch). Gelnhausen / Berlin-Dahlem 1958, S. 246–259.
- Die Nacht der Befreiung (Erzählung). Mitteldeutscher Verlag, Halle 1958.
- Apostelfahrt nach Laskovo – Erzählung. Kiefel, Wuppertal 1959.
- Die Auswanderung des Christian Schroth. Eine Wolgageschichte. In: Jahrbuch der Mennoniten in Südamerika 1961. Curitiba/Brasilien 1960. S. 47–58.'
- Die Nacht am Jacotiner See. Ludwig Bechauf Verlag, Bielefeld 1960.
- No strangers in exile: a novel. Hyperion Press, Winnipeg  1979.
- Und der Himmel lacht mit. Heiteres von Theologen und Theolunken. Herder Verlag, Freiburg 1982.
- mit Bruno Horst Bull, Ulrich Hommes, Johannes B. Lotz, Ursula von Mangoldt, Karl Heinz Pfeiffer, Helmut Thielicke: Mehr Freude! Von lächelnden Heiligen und fröhlichen Christen. Sonderausgabe. Herder, 1984.
- Lebensweisheit des russischen Volkes. Gesammelt, übersetzt und herausgegeben von Johannes Harder. Herder, Freiburg (Breisgau) 1985.

### Texte zu Literatur (inkl. Übersetzungen)
Sozialwissenschaft. Pädagogik
- Wladimir Marzinkowskij: Christus unter der russischen Jugend. Aufsätze und Reden. Gesammelt und ins Deutsche übertragen von Johannes Harder. Hans Harder Verlag,  Karlsruhe  1928.
- Nikolai Lesskov – Das Tier (Erzählung). Aus d. Russ. übers. v. Johannes Harder. Bechauf, Bielefeld 1948
- Nikolai Lesskov – Der Bärenwärter (Erzählung). Aus d. Russ. übers. von Johannes Harder. Bechauf, Bielefeld 1951.
- Dichtung als Dienst. Zur Deutung der russischen Romandichtung. In: Kraft u. Innigkeit (Festschrift Hans Ehrenberg). Heidelberg 1953, S. 64–72.
- Zur Frage der sozialen Erziehung. In: Die deutsche Schule – Zeitschrift für Erziehungswissenschaft und Gestaltung der Schulwirklichkeit. Nr. 3. 48. Jg. 1956, S. 107–113.
- Zwischen Atheismus und Religion. Eine Deutung Dostojewskis. Jugenddienst Verlag, Wuppertal / Barmen 1956.
- Nicolai Lesskow – Seltsame Geschichten. Übers. von Johannes Harder. Bechauf, Bielefeld 1957.
- Kritiker der Kirche. F. M. Dostojewskij. In: Kritik an der Kirche. Hrsg. v. H.-J. Schultz. Stuttgart / Olten / Freiburg 1958, S. 279–283.
- Kampf um den Menschen. Eine Deutung Nikolai Leskovs. Jugenddienst-Verlag, Wuppertal / Barmen 1959. (= Das Gespräch. 22) 1959.
- Zwischen Nihilismus und Nachfolge. Eine Deutung Tolstois. Jugenddienst-Verlag, Wuppertal / Barmen 1960.
- Der Mensch im russischen Roman. Deutungen: Gogol. Dostojewski. Leskov. Tolstoi. Jugenddienst-Verlag, Wuppertal / Barmen 1961.
- Vladimir Solovjov: Das Judentum und die christliche Frage. 1884. Übersetzt von Johannes Harder. Jugenddienst-Verlag, Wuppertal / Barmen 1961.
- Pädagogik als Utopie. Zum Erziehungsproblem bei Lev Tolstój. In: Evang. Kinderpflege. Witten (Ruhr) 1963, S. 234–239.
- Vorwort zu: Alexander S. Puschkin: Briefe. Ausgewählt und ins Dt. übertr. von Fega Frisch. Rauch, Düsseldorf 1961.
- mit Rudolf Bohrenmut, Oskar Hammelsbeck: mut zur welt. Jugenddienst-Verlag, Wuppertal / Barmen 1962.
- Proteste. Stimmen russischer Revolutionäre aus zwei Jahrhunderten. Jugenddienst Verlag, Wuppertal 1963
- Russische Frauen. Erzählungen aus dem alten und neuen Rußland. Herausgegeben und übertragen von J. Harder. Eugen Diederichs Verlag , Düsseldorf / Köln 1964.
- Der russische Nihilismus – Idee u. Experiment. In: Freiheit und Verantwortung in Schule und Hochschule (Festschrift Oskar Hammelsbeck). Hrsg. I. Heuser, H. Horn. Wuppertal / Ratingen 1969, S. 124–131.
- Der Deutsche in der russischen Literatur. In: Heimatbuch der Deutschen aus Rußland 1973–1981. Stuttgart 1981, S. 117–125.
- mit Erich Mertens: Jung-Stilling-Studien. J.G. Herder Bibliothek Siegerland, Siegen 1984.

### Texte zu Politik, Theologie und Geschichte
- Das Mennonitentum in Rußland. Zur Deutschenflucht aus der Sowjetunion. In: Neue Wege. Nr. 3. 24. Jg. 1930, S. 141–146.
- Die Reformation in der Ukraine. In: Wort und Werk (n. F. des Rettungsboten). Nr. 10. 15. Jg. 1935, S. 141–146.
- Das Evangelium in der russischen Verfolgung. Vom Sterben und Auferstehen einer Kirche. Witten 1936.
- Das sibirische Tor. Vier Jahre Orenburger Zivilgefangenschaft (1914–1918). Stuttgart 1938.
- Was heißt Reformation? Gladbeck 1947.
- Seid getrost und arbeitet. Gladbeck 1947.
- Christoph Blumhardt – eine Botschaft an die Gegenwart. Gladbeck 1947.
- Die christliche Erzählung. In: Der evangelische Erzieher. 1. Jg. Aug./Sept. 1949, S. 29–34.
- Was heisst Kirche?. Gladbeck 1949.
- Der Osten als Frage an den Westen. Eine Besinnung. Lemgo i. Lippe 1952.
- mit Lothar Ahne, Hans Ehrenberg: 15 Jahre nach der Kristallnacht: Ein posthumes Wort zur Bundestagswahl vom 6. September 1953. In: JK. 15, 1954, S. 47f.
- Kraft und Innigkeit. Hans Ehrenberg als Gabe der Freundschaft im 70. Lebensjahr überreicht. Zusammengestellt und hrsg. von Johannes Harder. Lambert Schneider, Heidelberg 1953.
- Bernhard Harder. In: Mennonitisches Jahrbuch. 69. Jg. 1954, S. 3–6.
- Gewaltlosigkeit als christliches Zeugnis. In: Stimme der Gemeinde zum kirchlichen Leben, zur Politik, Wirtschaft und Kultur. Nr. 3. 7. Jg. 1955, S. 49–54.
- Christoph Blumhardt (1842–1919). In: Evangelische Sozialreformer des 19. Jahrhunderts. Stuttgart 1956, S. 67–76.
- Das Mennonitentum als gemeindliche und gesellschaftliche Erscheinung. In: Der Mennonit. Nr. 6. 11. Jg. 1958, S. 69–71.
- Mensch und Mitmensch. In: Deutsche Universitätszeitung. Nr. 11/12. 14. Jg. 1959, S. 661–669.
- Die Einheit der Bibel und die Vielfalt der Konfessionen. In: Der Mennonit. Nr. 7. 13. Jg. 1960, S. 84–86.
- Friede als Lebenshaltung. In: Der Weg des Friedens. Dt. Mennonitisches Friedenskomitee, Usingen/Taunus 1960.
- B. H. Unruh – Theologian and Statesman. In: Mennonite Life. 15. Jg. Jan. 1960, 3.
- Kleine Geschichte der orthodoxen Kirche. Chr. Kaiser Verlag, München 1961.
- Die Macht der Ohnmächtigen – Der Protestantismus zwischen Rom uns Moskau. Vortrag auf d. 2. Pfälz. Kirchentag am 2. September 1962. Reich, Hamburg-Bergstedt 1963.
- Friede als Diakonie an der Welt. In: Der Mennonit. Nr. 12. 19. Jg. 1966, S. 180ff.
- Nikolaj Alexandrowitsch Berdjajew. In: Tendenzen der Theologie im 20. Jh. – Eine Geschichte in Porträts. Hrsg. H.-J. Schultz. Stuttgart / Berlin / Freiburg 1966, S. 137ff.
- Caritas u. Solidarität. In: Was tun Sie. Wenn Sie einen Menschen lieben? Hrsg. v. R. Dirx. Wuppertal 1967, S. 64–68.
- Hrsg.: Festschrift zur Feier des 800-jährigen Jubiläums der Gemeinde Hohenzell.  Schlüchtern-Hohenzell 1967.
- Dem Gruppenegoismus ist gekündigt worden – Die Überwindung des Gruppenegoismus im Mennonitentum. In: Der Mennonit. Nr. 12. 20. Jg. 1967, S. 170–171.
- Christl. Existenz heute zwischen Kirche und Welt. In: Dienst für Kirche und Schule (Festschrift Edgar Boué). Hrsg. v. A. Bach. Dortmund 1968, S. 65–69.
- Heilsame Unruhe. In: Der Mennonit. Nr. 4. 21. Jg. 1968, S. 51–52.
- Plädoyer für das Gespräch oder Gedanken über das Elend unserer Gottesdienste. In: Zum Gottesdienst morgen. Ein Werkbuch. Hrsg. H. G. Schmidt. Wuppertal 1969, S. 34–42.
- Christoph Blumhardt – Skizze einer Botschaft. In: Im Dienst für Schule, Kirche und Staat (Gedenkschrift Arthur Bach). Hrsg. H. Horn, I. Röbbelen. Heidelberg 1970, S. 104–109.
- Hrsg.: Worte des evang. Pfarrers und Landtagsabgeordneten Christoph Blumhardt. Wuppertal 1972.
- mit Gerrit Funke, Robert Labus: Stellungnahme des Bundes der Religiösen Sozialisten Deutschlands zur Erklärung des Rates der Ev. Kirche Deutschlands über Terrorismus. In: Junge Kirche. 11/77, 38. Jg. S. 571–572.
- Gegen den Strom. Aufsätze zur mennonitischen Existenz heute. Hrsg. v. H.-J. Goertz. Hamburg 1978.
- Christoph Blumhardt – Ansprachen. Predigten. Reden. Briefe: 1865–1917. 3 Bde. Hrsg. v. J. H. Neukirchen-Vluyn 1978.
- mit Robert Labus: Zur Genesis der Alternativ-Bewegung. Bochum 1978.
- Aufbruch ohne Ende – Geschichten meines Lebens. Vorwort von Johannes Rau. Hrsg. Gudrun Harder, Hermann Horn. Brockhaus, Wuppertal / Zürich 1992.